# Al Sawadi, Oman

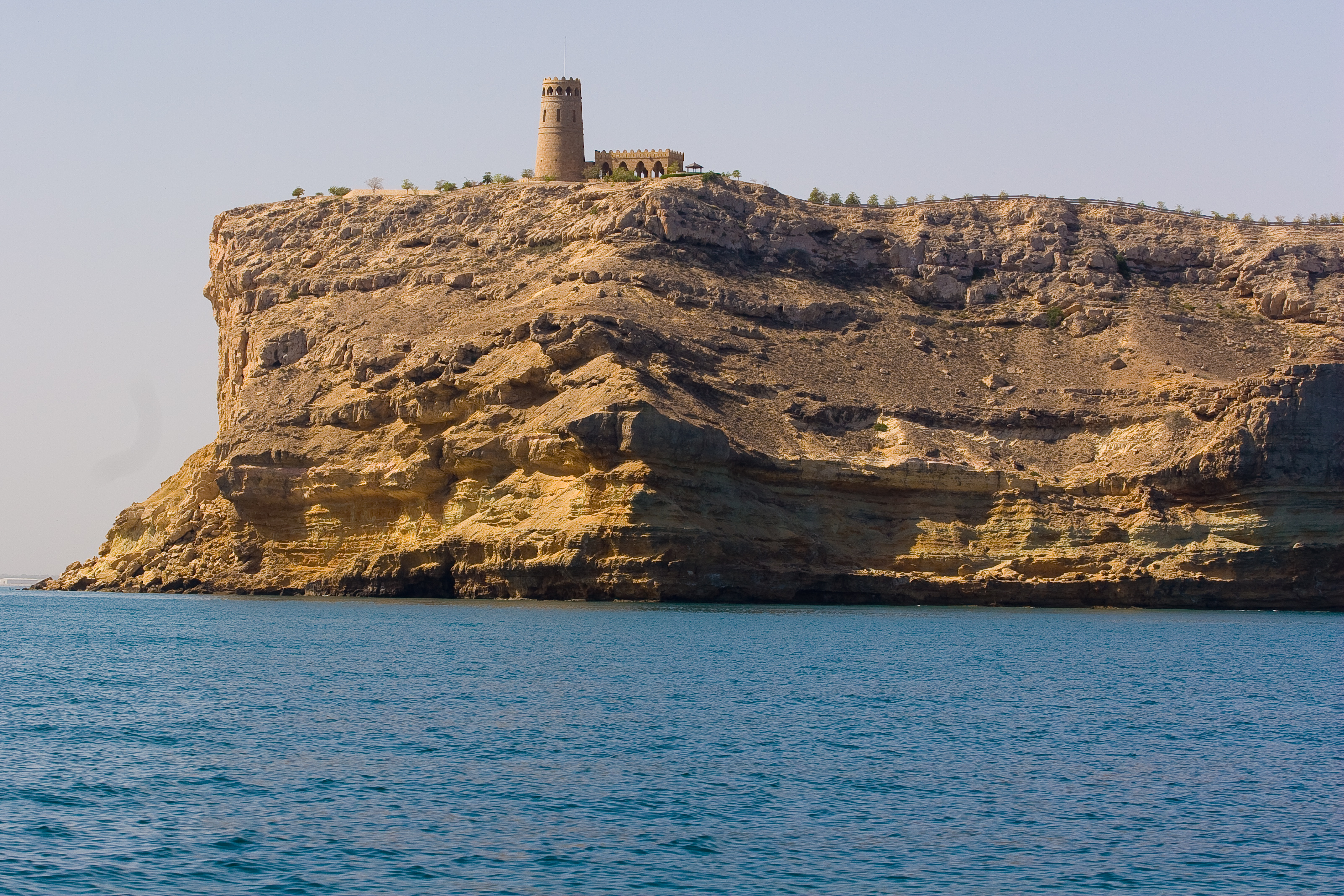
Al Sawadi, Oman

Al Sawadi (o simplement Sawadi) és una ciutat turística a prop de Masqat, Oman. És un dels llocs més famosos d'Oman. Té una platja preciosa. És una destinació turística molt freqüentada.